# Minimum fax
La minimum fax è una casa editrice indipendente che ha sede a Roma. È stata fondata da Daniele di Gennaro e Marco Cassini nel 1994 e pubblica principalmente libri di narrativa (italiana e straniera) e saggistica divulgativa.
Tra gli altri autori stranieri, pubblica per l'Italia libri di Raymond Carver, Richard Yates, Charles Bukowski, David Foster Wallace, Lester Bangs, Donald Barthelme, John Barth, George Saunders, Lawrence Ferlinghetti, Leonard Cohen, Jonathan Lethem, Jennifer Egan, Kurt Vonnegut, Aimee Bender ecc.
Nella collana di narrativa italiana invece, sono state pubblicate, tra le altre, opere di Ernesto Aloia, Antonio Pascale, Ivano Bariani, Andrea Camilleri, Paolo Cognetti, Raffaele La Capria, Nicola Lagioia, Giordano Meacci, Francesco Pacifico, Valeria Parrella, Marco Peano, Giuseppe Genna, Fabio Stassi, Marco Drago, Christian Raimo, Carlo D'Amicis, Laura Pugno, Giorgio Vasta, Attilio del Giudice, Giordano Tedoldi, Marcello Fois, Veronica Raimo, Claudia Durastanti, Remo Rapino, Veronica Galletta.

## Storia
La storia della minimum fax comincia ufficialmente nel 1993. Marco Cassini e Daniele di Gennaro organizzavano corsi di scrittura presso l'associazione culturale  Essere o non essere di Trastevere fino a quando non decisero di fondare una loro rivista e di diffonderla via fax negli uffici, nelle università, nelle scuole, nei circoli.

### La rivista
La rivista consisteva soprattutto in una serie di rubriche: Ipse dixit, collana di autorecensioni lampo; Mosaix, schegge di letteratura comica; Faxtotum, una bussola per orientarsi nell'universo dei premi e degli appuntamenti del settore. La rivista prevedeva anche un inedito firmato da un grande nome e uno spazio allestito come un laboratorio di scrittura a puntate, a cui hanno partecipato autori come Dacia Maraini, Maria Luisa Spaziani, Dino Verde e Stanislao Nievo.
La rivista suscitò la curiosità di tanti intellettuali, tra cui Raffaele La Capria, Sandro Veronesi, Filippo La Porta, Gino Castaldo, Goffredo Fofi.  La notorietà consentì a minimum fax di fare il gran salto.

### Dal fax si passa ai libri di carta
Nel 1994 sono nate le prime due collane: Filigrana, saggi sulla teoria della scrittura, e Macchine da scrivere, che portava per la prima volta in Italia gli storici libri-intervista della Paris Review.
Poco dopo, è apparsa la collana Sotterranei, dedicata alla narrativa americana, alla musica e alla poesia. Da due costole di Sotterranei hanno preso poi vita due nuove collane tematiche. Una era Nichel, dedicata alla nuova narrativa italiana, l'altra  I libri di Carver, di cui nel frattempo la minimum fax era riuscita ad ottenere i diritti per la pubblicazione.

### Crescita della casa editrice e nuovi settori
Nel 2003 dall'incontro tra Rosita Bonanno, Cassini e di Gennaro è sorta minimum fax media che ha come obiettivi quelli di trasformare i contenuti cartacei in audiovisivi, sviluppare e produrre audiovisivi per la televisione e film per il cinema.
Nel 2008 minimum fax pubblica 35 libri l'anno, ha stampato oltre 400 titoli dalla nascita, ha una miriade di collaboratori e organizza dei veri e propri happening, dove convivono letteratura, musica, teatro e cinema.
Il fatturato del 2007 è di circa un milione e mezzo.
Oltre alla casa editrice e minumum fax media sono nate:
- minimum fax libreria che ha rilevato una storica libreria a piazza di Santa Maria in Trastevere,
- minimum fax eventi che si occupa di reading e concerti.
- minimum lab che si occupa di corsi di formazione in editoria.

Nel 2013 minimum fax pubblica In territorio nemico, romanzo scritto da un collettivo di 115 autori coordinati da Vanni Santoni e Gregorio Magini.
Nel 2017 Nicola Lagioia lascia la guida della collana di narrativa italiana "Nichel", a cui subentra Fabio Stassi.
Nel 2020 il romanzo di Remo Rapino Vita, morte e miracoli di Bonfiglio Liborio si aggiudica la 58ª edizione del Premio Campiello.
Per grazia ricevuta di Valeria Parrella, Il cinghiale che uccise Liberty Valance di Giordano Meacci, Nina sull'argine di Veronica Galletta e Autobiogrammatica di Tommaso Giartosio hanno raggiunto la finale del Premio Strega.

## Il catalogo
IndiLa collana dedicata all'attualità.
SotterraneiLa collana dedicata alla poesia e alla narrativa americana, alle biografie e agli scritti dei grandi del jazz e del pop.
FiligranaLa collana di saggistica.
I libri di CarverL'opera completa di Raymond Carver.
NichelLa collana dedicata alla narrativa italiana.
minimum classicsLa collana dei classici contemporanei inediti o introvabili in Italia.
minimum fax cinemaLa collana dedicata alle sceneggiature, ai saggi, alle interviste e ai reportage sul cinema.
I QuindiciLa collana che raccoglie il meglio di quindici anni di catalogo in edizione hardback.
I quaderni dello StranieroLa collana di critica sociale e culturale diretta da Goffredo Fofi.
StruffoliI tascabili umoristici italiani e americani.
La porta apertaLa rivista del Teatro di Roma diretta da Mario Martone.
I MiniLa collana dei piccoli libri scritti da autori di culto e tradotti da scrittori italiani, pubblicati in edizione limitata.
Fuori collanaLa collana dedicata ai libri che non hanno una collocazione specifica nel catalogo in quanto trattano le tematiche più disparate.